# ۴۹ بره
۴۹ بره یک ستاره است که در صورت فلکی برج حمل قرار دارد.